# Pepijn Lanen
Pepijn Adriaan Lanen (Utrecht, 4 augustus 1982), artiestennaam Faberyayo, is een Nederlandse schrijver en rapper die deel uitmaakt van rapgroep De Jeugd van Tegenwoordig en popgroep Le Le. Hij schrijft verhalen en columns voor diverse tijdschriften en debuteerde in 2013 als auteur met de verhalenbundel Sjeumig. In januari 2016 verscheen zijn debuutroman Naamloos.

## Persoonlijk
Lanen is opgegroeid in Utrecht, waar hij naar de Kathedrale Koorschool Utrecht ging. De middelbare school voltooide hij aan het Christelijk Gymnasium Utrecht. Hij verhuisde naar Amsterdam, waar hij Europese studies studeerde aan de Universiteit van Amsterdam. Tijdens zijn studie was hij kortstondig lid van de studentenvereniging SSRA.
Hij is getrouwd en heeft vier kinderen.

## Carrière
Lanen richtte in 2000 samen met zijn neef Nils Kenninck, zijn broer Sander Lanen en Bas Bron de rapgroep Spaarndammerbuurtkliek op.

### De Jeugd Van Tegenwoordig
In 2004 ontmoette hij Freddy Tratlehner (Vieze Fur) en Olivier Locadia (Willie Wartaal), die samen rapgroep Baksteen vormden. Hieruit ontstond De Jeugd van Tegenwoordig. Hun eerste single, het nummer Watskeburt?!, werd in 2005 uitgebracht bij Magnetron Music en was direct een hit. Het kwam op nummer één in de Single Top 100 en is vooralsnog het enige nummer van hen dat zo hoog eindigde. Met De Jeugd Van Tegenwoordig maakte Faberyayo zeven studioalbums.

### Le Le
Faberyayo was regelmatig in geluidsstudio's te vinden en ontmoette daar Piet Parra en Rimer London. De artiesten hadden een Europees project in hun hoofd en wilden dit realiseren. In 2007 brachten ze een Franstalige ep en drie videoclips uit bij Magnetron Music. Het is een Europees album met Franse, Duitse, Engelse en Nederlandse tracks. In 2008 kwam hun debuutalbum, genaamd "Flage". Deze plaat leverde goede recensies en verbaasde reacties op, met cult- en clubhits, zoals "Breakfast". Le Le wordt achter de schermen bijgestaan door Magnetronbaas en manager Kostijn Egberts, zoals hij dat ook doet bij De Jeugd Van Tegenwoordig. Le Le's bekendste nummer is Skinny Jeans. Flage werd in 2012 opgevolgd door Party Time, een album gekenmerkt door alleen Nederlandse en Engelse teksten. In 2015 bracht Le Le het volledig Engelstalige Flapped Sadly In Our Faces uit.

### Ski Leraar Bruin Money Gang (SLBMG)
Samen met rapper Sef en SpaceKees nam Lanen een après-ski en wintersport geïnspireerde hiphopmixtape op genaamd "Ski Or Die" in 2011. De 15-nummers-tellende mixtape is grotendeels geproduceerd door The Flexican, Yung Felix en Vic Crezée. De rappers samen met de producers noemen zich de Ski Leraar Bruin Money Gang, afgekort als SLBMG. Van de mixtape verschenen verschillende clips, onder andere voor de nummers Brandend Sneeuw en Wauzers. Op de releaseparty was een gelimiteerde oplage van de mixtape verkrijgbaar op CD. Lanen heeft aangegeven niet meer op te treden of nieuwe muziek uit te brengen onder het SLBMG-moniker.

### Yous en Yay
In 2015 bracht Lanen een ep uit met Sef onder de namen Yous (Yousef Gnaoui) en Yay (Lanen). De ep heet Achtergrondmuziek Voor Gearriveerden en telt zes nummers. De ep bevat meer jazzinvloeden en heeft een gastoptreden van Spacekees. Vanaf 2017 houden Lanen en Gnaoui ook een podcast genaamd Yous en Yay New Emotions. Hiervoor nodigden zij meerdere bekende Nederlanders uit. Eind 2017 werd hun eerste ep opgevolgd door Yous en Yay II: Muzikale Ondersteuning Voor Fotografen, Modellen en Fotoshoots in het Algemeen. De plaat gaat voornamelijk over fotografie en telt acht nummers.

### Solo

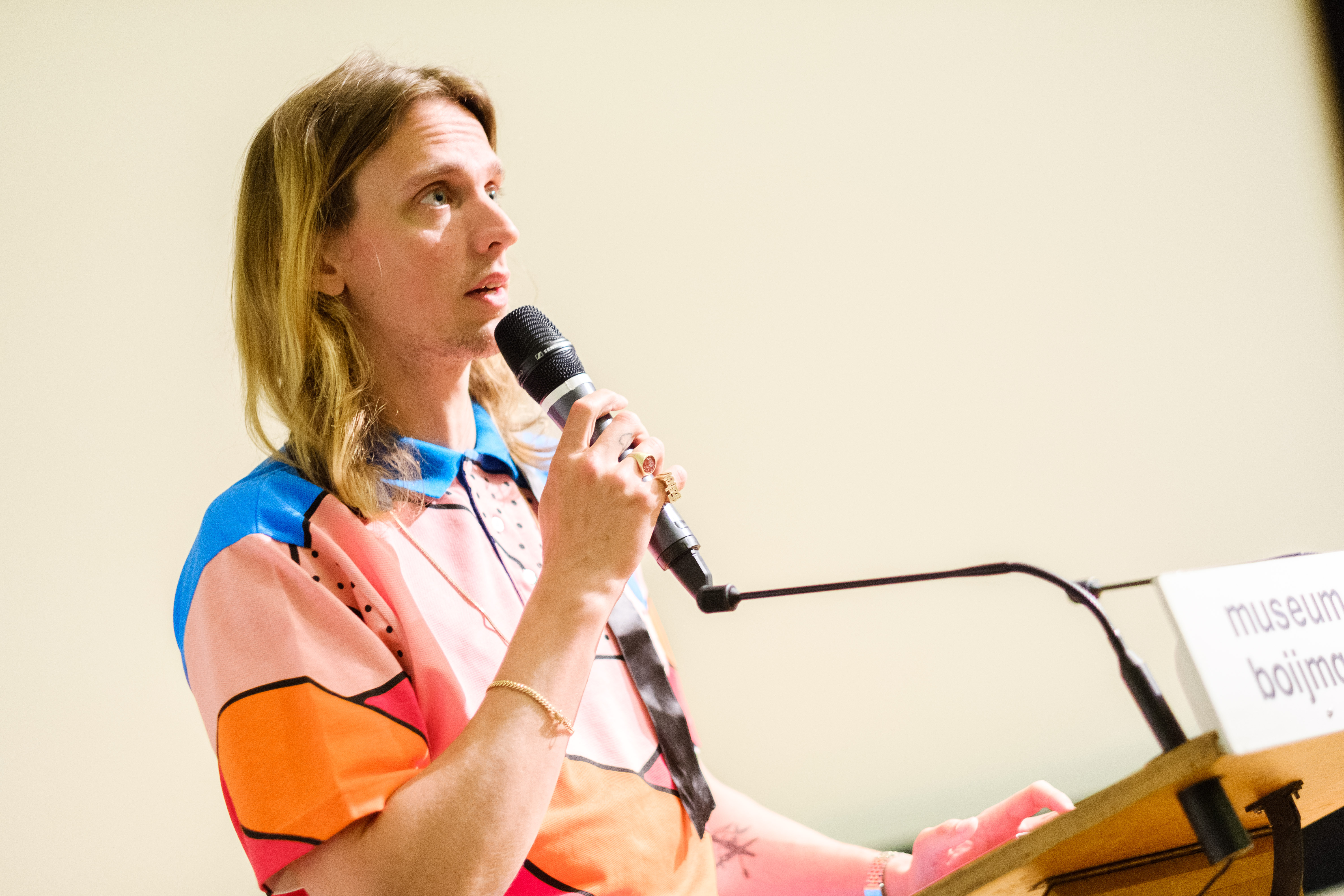
Faberyayo tijdens de Literaire avond Gek van surrealisme in Museum Boijmans Van Beuningen

In 2012 bracht Lanen zijn eerste soloplaat uit: Coco. Het album is een ode aan zijn vriendin. Er worden situaties binnen een relatie en thuis beschreven. De plaat is geproduceerd door Benny Sings en telt elf nummers.

### Schrijver
In 2013 verscheen zijn verhalenbundel Sjeumig bij Ambo/Anthos. Het boek werd genomineerd voor de Storytel Luisterboek Award en ging meer dan 12.500 keer over de toonbank. In januari 2016 verscheen zijn roman Naamloos bij Ambo/Anthos. In juni 2018 verscheen zijn graphic novel Hotel Dorado in samenwerking met Floor van het Nederend. In mei 2019 verscheen zijn boek Het wapen van sjeng uitgegeven door Ambo/Anthos.

## Prijs
Op het Boekenbal op 6 maart 2020 werd bekend gemaakt dat hij de Lennaert Nijgh Prijs heeft gewonnen; die is op 9 maart 2020 uitgereikt bij de Buma Awards. 

## Discografie
Als gastauteur
- Het huis is van ons - Kinderen voor kinderen

Als lid van De Jeugd Van Tegenwoordig
Als lid van Le Le
Als lid van SLBMG (Ski Leraar Bruin Money Gang)
- 2011 - Ski Or Die Mixtape (In samenwerking met The Flexican, Vic Crezée, Sef & SpaceKees)
- 2012 - Kentucky & Kahlua (bijdrage als gastrapper op de track van Dio)
- 2012 - 100.000% (bijdrage als gastrapper op de track van Hydroboyz)

Als lid Van B.R.U.C.E. (Faberyayo & Tom Trago)
- 2010 - The Wallet (In Samenwerking met Tom Trago)

Als soloartiest

### Albums
| Album met eventuele hitnotering(en) in de Nederlandse Album Top 100            | Datum van verschijnen | Datum van binnenkomst | Hoogste positie | Aantal weken | Opmerkingen                                             |
| ------------------------------------------------------------------------------ | --------------------- | --------------------- | --------------- | ------------ | ------------------------------------------------------- |
| Het grote gedoe                                                                | 22-10-2010            | -                     |                 |              | Mixtape & Studioalbum \| als Faberyayo / met Vic Crezée |
| Head Banger Boogie                                                             | 04-06-2011            | -                     |                 |              | Mixtape \| als Faberyayo / met Vic Crezée               |
| Coco                                                                           | 15-06-2012            | 23-06-2012            | 38              | 3            | Studioalbum \| als Faberyayo                            |
| Sex, Drugs, Kleding & Centen                                                   | 16-04-2013            | -                     |                 |              | ep \| als Faberyayo / met FS Green                      |
| Het Grote Gedoe 2: Angst en Walging                                            | 19-09-2014            | -                     |                 |              | Mixtape & Studioalbum \| als Faberyayo / met Vic Crezée |
| Nacht                                                                          | 28-11-2014            | -                     |                 |              | ep \| als Faberyayo / met Tom Trago                     |
| Achtergrondmuziek Voor Gearriveerden                                           | 08-04-2015            | -                     |                 |              | ep \| als Yay / met Sef als Yous                        |
| Chaos In Het Universum                                                         | 25-08-2017            | -                     |                 |              | Studioalbum \| als Faberyayo / met Stippenlift          |
| Muzikale Ondersteuning Voor Fotografen, Modellen en Fotoshoots in het Algemeen | 27-12-2017            | -                     |                 |              | ep \| als Yay / met Sef als Yous                        |
| Hartje (<3)                                                                    | 28-06-2019            | -                     |                 |              | Studioalbum \| als Faberyayo                            |

| Album met hitnotering(en) in de Vlaamse Ultratop 200 albums | Datum van verschijnen | Datum van binnenkomst | Hoogste positie | Aantal weken | Opmerkingen |
| ----------------------------------------------------------- | --------------------- | --------------------- | --------------- | ------------ | ----------- |
| Coco                                                        | 29-06-2012            | 18-08-2012            | 167             | 2            |             |

### Singles
| Single met hitnotering(en) in de Vlaamse Ultratop 50 | Datum van verschijnen | Datum van binnenkomst | Hoogste positie | Aantal weken | Opmerkingen   |
| ---------------------------------------------------- | --------------------- | --------------------- | --------------- | ------------ | ------------- |
| Een echte                                            | 2012                  | 25-08-2012            | 26              | 11           | als Faberyayo |
| Alleen met jou                                       | 2019                  | 29-06-2019            | tip             | -            | als Faberyayo |
| Legokastelen                                         | 2019                  | 06-07-2019            | tip             | -            | als Faberyayo |

### Overige tracks
| 2006 | Booty Pop Phantom Anthem             | bijdrage als gastartiest Vodzuka Sempai op de track van Seymour Bits                                            |
| 2008 | Hoe bedoel je AA?                    | bijdrage als gastrapper op de track van Sjaak                                                                   |
| 2008 | Murder Inc.                          | bijdrage als gastrapper op de track van Big2                                                                    |
| 2008 | Sizzurp                              | In samenwerking met Sef                                                                                         |
| 2008 | Sizzurp                              | Chopped 'n Screwed Remix, in samenwerking met Sef                                                               |
| 2008 | 100% Vooraan                         | bijdrage als gastrapper op de track van The Opposites                                                           |
| 2008 | Pornstar                             | bijdrage als gastrapper op de track van The Opposites                                                           |
| 2008 | Gigi                                 | geen |
| 2008 | Een Lesje Leven                      | in samenwerking met DJ Snelle Jelle                                                                             |
| 2008 | De Amsterdamse Boys                  | in samenwerking met Rimer London, ookwel gezien als Le Le-track                                                 |
| 2009 | Yayo                                 | In samenwerking met FS Green & Vic Crezée                                                                       |
| 2009 | Rock The Boat                        | (bijdrage als gastrapper op de track van Flinke Namen                                                           |
| 2010 | Halfje (remix)                       | bijdrage als gastrapper op de track van Dion Masé                                                               |
| 2010 | Spikkeltjes                          | bijdrage als gastartiest op de track van Boemklatsch                                                            |
| 2010 | Weten                                | bijdrage als gastrapper op de track van Stijn                                                                   |
| 2011 | The Cypher 5                         | 101Barz met Mr. Polska. Jowy Rose & MF Juice                                                                    |
| 2011 | In The Lucht (15 Kop)                | In samenwerking met SiroJ                                                                                       |
| 2011 | Joi'tjedeVivre                       | zelfpublicatie via SoundCloud                                                                                   |
| 2011 | Konijntje En De TeGekkigheid         | zelfpublicatie via SoundCloud                                                                                   |
| 2011 | Krokantje                            | zelfpublicatie via SoundCloud                                                                                   |
| 2011 | Luky En De Guitenfluit               | zelfpublicatie via SoundCloud                                                                                   |
| 2011 | We Gaan Zo Lekker                    | in samenwerking met Sef                                                                                         |
| 2011 | Bawler                               | bijdrage als gastrapper op de track van Lange Frans                                                             |
| 2011 | Flashy                               | bijdrage als gastrapper op de track van Sef                                                                     |
| 2011 | Flashy (Benny Sings Remix)           | bijdrage als gastrapper op de track van Sef                                                                     |
| 2011 | Mr. Froggy Diamonds                  | als tekstschrijver voor de track van Rimer London                                                               |
| 2012 | 16bit Dromenland                     | zelfpublicatie via SoundCloud                                                                                   |
| 2012 | Dance Like Machines                  | bijdrage als gastartiest op de track van Brodinski                                                              |
| 2012 | Eigenzinnig                          | bijdrage als gastrapper op de track van Duvel & Nikes                                                           |
| 2012 | De Nikker, De Moker, De Tatta        | bijdrage als gastrapper op de track van Dio                                                                     |
| 2012 | Joe Le Taxi                          | bijdrage als gastrapper op de track van DJ Savage, origineel van Vanessa Paradis                                |
| 2012 | Milo Pokoe III                       | in samenwerking met FS Green, Vic Crezée, SiroJ, Lentini & Sef                                                  |
| 2012 | Regenjas & Planga                    | bijdrage als gastrapper op de track van FS Green                                                                |
| 2012 | Grof vuil                            | bijdrage als gastrapper op de track van Roscovitsch                                                             |
| 2012 | Megazatty                            | bijdrage als gastrapper op de track van Vic Crezée                                                              |
| 2012 | 't Zal Een Keer Niet (Je Hoeremoer)  | bijdrage als gastrapper op de track van Vic Crezée                                                              |
| 2012 | Klootzakken                          | bijdrage als gastrapper op de track van Kabel                                                                   |
| 2012 | Stunna Shades                        | bijdrage als gastrapper op de track van Hydroboys                                                               |
| 2012 | Nouveau Riche                        | bijdrage als gastartiest op de track van Staygold                                                               |
| 2012 | Focking lekker                       | bijdrage als gastrapper op de track van Turk                                                                    |
| 2012 | One Sentence Serenade                | Domino's Pizza reclame track                                                                                    |
| 2012 | Tuig van de richel                   | bijdrage als gastrapper op de track van Lil' Kleine                                                             |
| 2012 | Uilenbal                             | In samenwerking met Jameszoo                                                                                    |
| 2012 | Kickstart                            | bijdrage als gastrapper op de track van The Opposites                                                           |
| 2013 | Pleinvrees                           | bijdrage als gastrapper op de track van Boef & de Gelogeerde Aap                                                |
| 2013 | Go Stupid                            | bijdrage als gastrapper op de track van Jowy Rosé                                                               |
| 2013 | Houdoe                               | bijdrage als gastrapper op de track van Adje                                                                    |
| 2013 | Bathing In The Sun                   | als onderdeel van de Coco tour                                                                                  |
| 2013 | Dancing In The Sky                   | als onderdeel van de Coco tour                                                                                  |
| 2013 | S.W.A.G.(Seks, Wiet, Alcohol & Geld) | bijdrage als gastrapper op de track van Dirty In Demand                                                         |
| 2013 | Ode                                  | zelfpublicatie via SoundCloud                                                                                   |
| 2013 | Zomaar Ga Je Zo Doen                 | bijdrage als gastrapper op de track van Sjaak                                                                   |
| 2013 | Swimsuit                             | bijdrage als gastrapper op de track van Telonius                                                                |
| 2013 | 500 euro                             | bijdrage als gastrapper op de track van Vic Crezée                                                              |
| 2013 | Hebbet Niemeer                       | bijdrage als gastrapper op de track van Vic Crezée                                                              |
| 2014 | Opzij                                | bijdrage als gastrapper op de cover van Guus Meeuwis & The New Cool Collective, (origineel van Herman van Veen) |
| 2014 | Eerste Hulp                          | bijdrage als gastrapper op de track van Vic Crezée                                                              |
| 2014 | Ik Doe Niet Aan Gezeik               | bijdrage als gastrapper op de track van Vic Crezée                                                              |
| 2014 | Cityhopping                          | bijdrage als gastartiest op de track van Arling & Cameron                                                       |
| 2014 | Het Huis Is Van Ons                  | als tekstschrijver, vertolkt door Kinderen voor Kinderen                                                        |
| 2015 | Hoor                                 | bijdrage als gastrapper op de track van Deux Deux                                                               |
| 2015 | Crème (Remix)                        | bijdrage als gastrapper op de track van Sef                                                                     |
| 2015 | Champion Lova                        | bijdrage als gastrapper op de track van Sef                                                                     |
| 2016 | Zoals Wat                            | bijdrage als gastrapper op de track van Donnie                                                                  |
| 2016 | Casualties Of A Vossenjacht          | samenwerking met Tom Trago, voorheen niet uitgebrachte track van de Nacht ep met Tom Trago                      |
| 2016 | Wreckless                            | bijdrage als gastrapper op de track van Yung Internet                                                           |
| 2017 | Winnaars Mentality                   | bijdrage als gastrapper op de track van Yung Nnelg                                                              |
| 2017 | Op Het Plein                         | bijdrage als gastrapper op de track van Sjaak                                                                   |
| 2017 | Liefde                               | bijdrage als gastrapper op de track van Sef                                                                     |
| 2017 | Zonder Bijlage Verstuurd             | bijdrage als gastartiest op de track van Stippenlift                                                            |
| 2017 | Crypto Fever                         | bijdrage als gastartiest op de track van Abel                                                                   |
| 2017 | Rapkampioen                          | bijdrage als gastartiest op de track van Abel (op het Rapchamp album)                                           |
| 2017 | Ruggelings                           | bijdrage als gastartiest op de track van Abel (op het Rapchamp album)                                           |
| 2017 | 'S Wereld's Beste Rappers            | bijdrage als gastartiest op de track van Abel (op het Rapchamp album)                                           |
| 2017 | Vanavond                             | bijdrage als gastartiest op de track van Cartiez (op het De Wereld Is Gelogen album)                            |
| 2018 | Vaporwave & Xannies                  | bijdrage als gastartiest samen met Young Mauro op de track van Ome Omar (geproduceerd door DJ Hyperlink)        |
| 2018 | Tesla (Remix)                        | bijdrage als gastartiest op de track van Bokoesam (geproduceerd door Garrincha)                                 |

De nummers Ik Doe Niet Aan Gezeik, €500, Super,  't Zal Een Keer Niet (Je Hoeremoer), Megazatty, Eerste Hulp en Ik Hebbet Niet Meer zijn samen met Vinkgor verschenen op Vic Crezée's White Boy Wasted Mixtapes. Deze nummers (exclusief Megazatty en  Eerste Hulp) zijn gebundeld op de White Boy Wasted ep in 2015.
Vinkgor is ook verschenen op Het Grote Gedoe 2: Angst en Walging in 2014.